# Луис, Хуан Франко
Хуан Франко Луис (англ. Juan Francisco Luis, 10 июня 1940, Вьекес, Пуэрто-Рико — 4 июня 2011 или 3 июня 2011, Санта-Крус, Американские Виргинские Острова) — губернатор Американских Виргинских островов (1978—1987).

## Биография
Его семья переехала в Сент-Круа, когда ему было два месяца. Окончил Панамериканский университет Пуэрто-Рико. Работал школьным учителем, менеджером проектного офиса Министерства жилищного строительства и городского развития, служил в американской армии.
С 1968 г. занимал ряд  должностей в администрации Американских Виргинских островов, работал в местных бизнес-структурах.
В 1972 г. был избран в состав Законодательного собрания,
- 1974—1978 гг. — лейтенант-губернатор,
- 1978—1987 гг. — губернатор Американских Виргинских островов. Проводил активную политику по модернизации инфраструктуры (построен контейнерный терминал, реконструирован аэропорт) и системы здравоохранения. В период его правления появились новые современные медицинские центры, в сфере образования были введены занятия в две смены.

В 1990 г. он вновь баллотировался на губернаторских выборах, но потерпел поражение.